# René Courtin
Pour les articles homonymes, voir Courtin.
Ne doit pas être confondu avec René Courtin (historien).
René Jean Henri Gustave Courtin, né le 27 juillet 1900 dans le 17e arrondissement de Paris, et mort le 6 mai 1964 à l'hôpital de Bicêtre du Kremlin-Bicêtre, est un économiste français, ancien résistant.

## Biographie

### Débuts
De 1930 à 1942, René Courtin est professeur d'université à Montpellier. Il fut des professeurs protestants qui refusèrent de prêter un serment de fidélité au régime de Vichy. Révoqué, il entre dans la Résistance où il devient expert au Comité général d'études. À ce titre, il est l'un des principaux rédacteurs du Rapport sur la politique économique d'après guerre édité clandestinement à Paris en 1943. Il fait partie du Gouvernement insurrectionnel de Paris (20 août 1944). À la Libération il devient professeur à la Faculté de droit de Paris. Il a également participé à la fondation du journal Le Monde avant de s'en détacher.

### Courtin et leRapport sur la politique économique d'après-guerre
Ce rapport a été rédigé dans le cadre du comité général d'études (CGE) qui réunissait François de Menthon, Paul Bastid, Robert Lacoste, Alexandre Parodi, Pierre-Henri Teitgen et René Courtin. Ce dernier sous le nom de code « Economicus » le rédigea avec Teitgen et Menthon avec une volonté de « faire la synthèse de l'économie politique néo-libérale et de l'idéalisme de la Résistance ». Plusieurs points importants :
- d'une enquête effectuée il s'avérait que si les ingénieurs, les fonctionnaires et les dirigeants syndicaux étaient pour le dirigisme, les petits patrons, les artisans et les agriculteurs désiraient un retour à l'économie de marché[7] ;
- Courtin n'aimait pas les institutions corporatives auxquelles il reprochait de faire obstacle à la concurrence[7] ;
- « Il envisageait de bâtir en France ce qu'il appelait une « économie progressive » dont les moyens seraient le retour au marché, la liberté économique et le libre-échange »[8] ; il s'en prenait aux pratiques restrictives des années trente qui avaient brisé l'élan des années vingt et fustigeait le malthusianisme de cette période ;
- l'agriculture devait cesser d'être la base de l'économie française, le niveau des salaires devait s'élever en fonction de la productivité ;
- la clef du développement passait par l'investissement. « Courtin concevait la direction de l'économie de manière keynésienne, c'est-à-dire comme un ajustement indirect du marché par des actions sur la fiscalité, sur les salaires, sur les prix et sur la masse monétaire »[9].

Le fait que moitié des secrétaires généraux qui faisaient fonction de ministres provisoires en août 1944 viennent de ce groupe d'experts a permis à leur idée de marquer profondément la politique suivie par la suite : Courtin aux finances, Lacoste à la Production industrielle, Teitgen à l'information et Menthon à la justice.
Libéral, il s'oppose au plan de Mendès France préférant au dirigisme de celui-ci le souple Pleven, ministre des finances de Charles de Gaulle de 1944 à 1946.

### L'après-guerre
Lors de la Libération, Courtin fait partie, avec Emmanuel Monick et François Bloch-Lainé notamment, des hauts fonctionnaires et personnalités de la Résistance qui reprennent en main le ministère des Finances.
En 1947, il est l'un des fondateurs du Mouvement européen et a été longtemps le président du Mouvement européen-France. Attaché à la solidarité atlantique, « il a aussi voulu une Europe autonome, capable de jouer dans cette solidarité le rôle d'un partenaire authentique, et non d'un satellite ».
Libéral convaincu, disciple au niveau économique de Clément Colson et de Charles Rist il critiqua Keynes car il redoutait un manque de rigueur et de prudence dans les politiques menées. Pour Richard Arena son libéralisme s'avère bien tempéré, par contraste avec celui de Louis Baudin ou de Charles Rist.
Dans le cours qu'il dispensait, portant sur les cycles économiques, il énonçait la nécessité d'une croissance illimitée et annonçait les difficultés qui frapperaient la France (chômage, fermetures d'entreprises, etc) lorsque le taux de croissance deviendrait inférieur à 2 % par an.
Il meurt le 6 mai 1964. Ses obsèques ont lieu au temple protestant de l'Oratoire du Louvre, à Paris.

## Sélection de publications
- (en) « French Views on European Union », International Affairs, 1949, Vol.25, no 1
- L'Europe de l'Atlantique à l'Oural, Esprit nouveau, 1963